# Mirostrellus joffrei
Mirostrellus joffrei är en fladdermusart som först beskrevs av Thomas 1915.  Mirostrellus joffrei ingår i släktet Mirostrellus och familjen läderlappar.

## Taxonomi
Inga underarter finns listade i Catalogue of Life. Arten listades tidvis i släktena Pipistrellus, Nyctalus och Hypsugo. En taxonomisk studie flyttade fladdermusen året 2020 till det monotypiska släkte Mirostrellus. Artens närmaste släkting är Philetor brachypterus.
Artepitet i det vetenskapliga namnet hedrar den franska generalen Joseph Joffre.

## Utseende
Artens underarmar är cirka 39 mm långa, svanslängden är likaså 39 mm och öronen är 14 mm stora. Lillfingret är tydlig mindre än det fjärde fingret. Pälsen på ovansidan har en ljusbrun till rödbrun färg och undersidans päls är alltid ljusbrun. Mirostrellus joffrei skiljer sig i avvikande detaljer av skallens, tändernas och hannens penis från nära släktingar.

## Utbredning och ekologi
Denna fladdermus var länge endast känd från två platser i norra Myanmar. Den hittades där i täta skogar. Sedan hittades den i Indien, Nepal och Vietnam. Utbredningsområdet ligger 575 till 2150 meter över havet.
Mirostrellus joffrei jagar flygande insekter högt ovanför grunden. Den flyger snabb. Annars är inget känt om levnadssättet.

## Hot
Det är inget känt om populationens storlek och möjliga hot. IUCN kategoriserar arten globalt som otillräckligt studerad.